# 喀斯喀特山脉
喀斯喀特山脉（英語：Cascade Range）是北美洲的一条主要山脉，北起加拿大不列颠哥伦比亚省，穿越美国华盛顿州和俄勒冈州，最终到达加利福尼亚州，在它的沿線有十多座火山。有時美國人也會以北喀斯喀特山脉來稱呼喀斯喀特山脉位於華盛頓州境内的部分（不過更常用來指稱北喀斯喀特國家公園），而其位于加拿大不列颠哥伦比亚省境内的部分被當地人稱之為加拿大喀斯喀特山脉（Canadian Cascades）。喀斯喀特山脉由北喀斯喀特山脉的非火山山脈和多個如喀斯開高山山脈（High Cascades）的火山山脈組成，瑞尼爾山為喀斯喀特山脉的最高峰，標高14,411英尺（4,392）。
喀斯喀特山脉是環太平洋火山帶的一部分，過去200年中，美國本土的火山噴發都發生在喀斯喀特山脉的火山。最近的兩次大型噴發為1914－1921年拉森火山噴發和1980年聖海倫火山爆發。2004－2008年間，聖海倫火山也曾發生數次小型噴發。除了是環太平洋火山帶的一員外，喀斯開山脈也是科迪勒拉山系的一部分。

## 地理

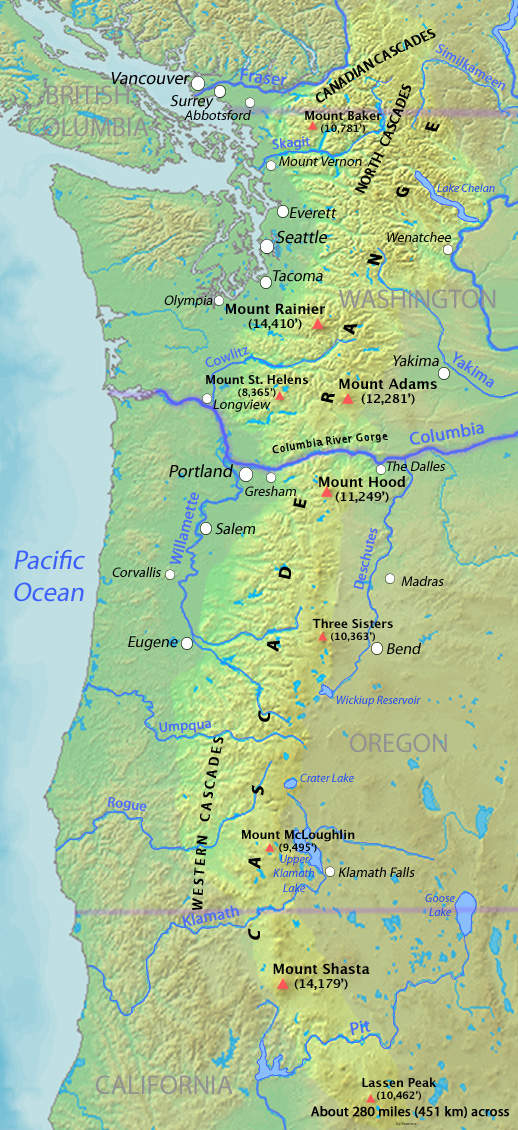
喀斯開山脈沿線的主要火山

喀斯喀特山脉從北加州的拉森火山一路向北延伸到不列顛哥倫比亞省尼古拉河與湯普森河的匯流處。弗雷澤河將加拿大海岸山脈與喀斯喀特山脉分割，而威拉米特谷則是將奧勒岡海岸山脈與喀斯喀特山脉分割。喀斯喀特山脉中，最高的火山被稱為喀斯喀特高山（High Cascades），其海拔高度可達到周圍山峰的2倍高。一般情況下，人們能直接看見他們的山脊線，高度大約在1英里（1,600）左右。而最高峰為瑞尼爾山，標高14,411英尺（4,392）。
北喀斯喀特山脉，正式定義為美加邊界以北，到喀斯喀特山脉最北端的立頓山間的喀斯喀特山脉，但美國人通常用來稱呼瑞尼爾山以北的喀斯喀特山脉。北喀斯喀特山脉和加拿大喀斯喀特山脉十分險峻，即使是較小的山峰，也是十分陡峭且遍佈冰河，河谷與山峰或山脊落差極大，地形起伏劇烈。加拿大喀斯喀特山脉的南段，尤其是斯卡吉特山脈，在地理上和地形上與北喀斯喀特山脉相近，而喀斯喀特山脉的北段和東北段的冰川較少，地貌與湯普森高原的附近區域相似。
由於鄰近太平洋和區域性西風帶，喀斯喀特山脉的降水量非常豐沛，地形舉升的作用下，西側部分的山地年降雪量可以高達1,000英寸（25,000）。華盛頓州的貝克山在1998-1999年的冬季，以1,140英寸（29,000）創下單季最高降雪量的全國紀錄。在此之前，則是由瑞尼爾山在1978年持有單季最高降雪量的紀錄。對喀斯喀特山脉的某些地方，要突破500英寸（13,000）的年降雪量並非難事，例如拉森火山旁的海倫湖。也因此，喀斯喀特高山山脈（High Cascades）大部分區域終年都被冰雪覆蓋。喀斯喀特山脉的西側，被花旗松、美國西部鐵杉和赤楊所覆蓋，東側則多是西黃松，較高處則能見到西部落葉松、美國西部鐵杉、高山冷杉和亞高山落葉松。由於雨影效應，東側的一些小山，年降雨量僅有9英寸（230）。

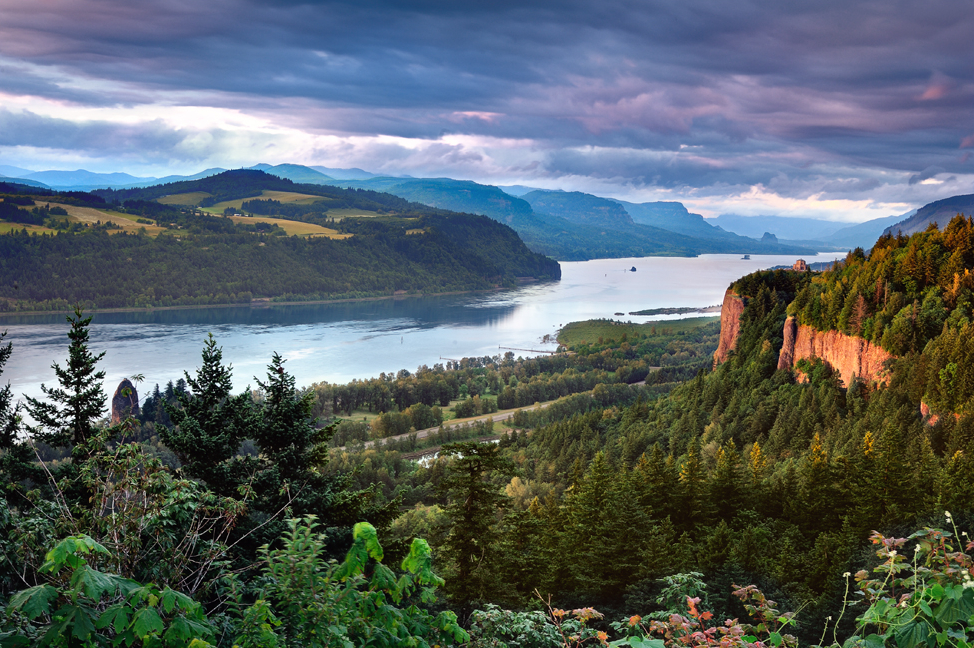
哥倫比亞河峽谷是喀斯開山脈位在華盛頓州和奧勒岡州的分界。

從東側的小山再往東，是一個形成於1700~1400萬年前的乾燥高原以及哥倫比亞河玄武岩群。這些噴出岩大量形成在東華盛頓州、奧勒岡州和西愛達荷州境內的哥倫比亞高原。
在美國，哥倫比亞河峽谷是該山脈唯一的主要分割線。距今700萬年前的上新世，喀斯喀特山脉開始產生，哥倫比亞河順勢流向哥倫比亞高原的較低處。隨著喀斯喀特山脉不斷增高，哥倫比亞河也不斷地侵蝕流經之處，產生了哥倫比亞河峽谷。行經峽谷，還能看見高原隆起和曲翹的玄武岩地層。

## 歷史
美洲原住民居住在喀斯開山脈以有上千年之久，也產生了不少以喀斯開山脈為背景的神話或傳奇。其中一個傳奇中說，聖海倫被形容為一位外型姣好的少女，並被胡得和亞當斯所憎恨。原住民也有自己稱呼這些山岳名稱，比如說盧紹錫德語中的指的是瑞尼爾山、或指的則是貝克山、代表的是聖海倫火山，意為冒煙的山。
1792年早期，英國皇家海軍軍官喬治·溫哥華發現普吉特海灣，並以他身邊的海軍少尉約瑟夫·貝克的姓氏將他所看到的高山命名為貝克山。不過在1790年，第一個發現這座山的歐洲人－曼努埃爾·坎佩爾－則是把這座山命名為「大迦密山」（英語：Great Mount Carmel）。瑞尼爾山則是以彼得·瑞尼爾海軍上將命名。1792年晚期，溫哥華派遣他手下的威廉·羅伯特·布勞頓海軍上尉前去探索哥倫比亞河下游，並以英國皇家海軍上將薩穆爾·胡德爵士的姓氏命名胡德山。1792年5月，溫哥華在哥倫比亞河口發現又發現了一座高山，他以一名英國外交官：阿萊恩·菲茨赫伯特，第一代聖海倫男爵來命名這座山，即為聖海倫火山。不過溫哥華和他的探險隊並沒有命名這座山脈，而是簡稱為「東方雪山山脈」（Eastern Snowy Range）。更早之前的西班牙探險者則是稱為「雪山」（英語：Snowy Mountains）。

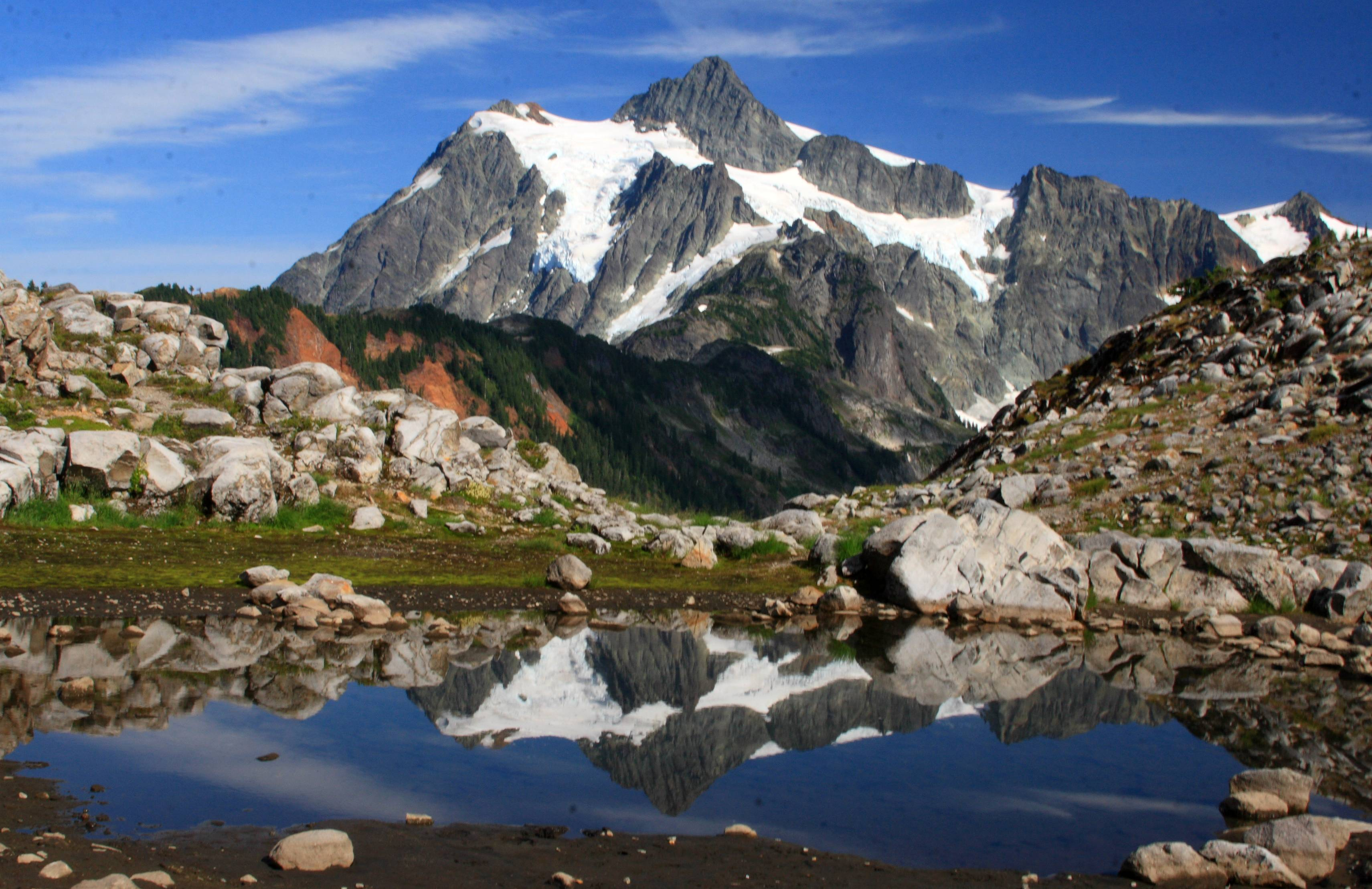
薩克森山的西面景致，拍攝地點在華盛頓州的華盛頓州542州道上。

1805年，劉易斯與克拉克遠征隊經由哥倫比亞河穿越了喀斯開山脈，這也是此後許多年通過喀斯開山脈的唯一方式。他們是除了美洲原住民外第一批看到亞當斯山的人，但當時劉易斯和克拉克一行人卻將它錯認成了聖海倫火山，之後他們看見聖海倫火山時也誤認成了瑞尼爾山。歸途時，劉易斯等人又發現了一座被白雪覆蓋的山峰，並以該次遠征隊的贊助者－美國總統湯瑪斯·傑佛遜－之名將其命名為傑佛遜山。當時，劉易斯與克拉克將喀斯開山脈稱呼為西部山脈（英語：Western Mountains）。
劉易斯與克拉克遠征的路途中，最後的一個挑戰是哥倫比亞河峽谷中的急流，現在這些急流因為邦納維爾水壩的興建，都已經被水淹沒。遠征結束後，許許多多的拓荒者和貿易商，踏著劉易斯一行人的腳印穿越喀斯開山脈。很快的，這些山頂被白雪覆蓋的高山，由於附近都有許多大大小小的瀑布，而被稱為「瀑布山脈」（英語：Mountains by the cascades），久而久之就被簡化成了「喀斯開」（英語：Cascades）。喀斯開山脈（Cascade Range）這一名稱被大衛·道格拉斯在其著作中首次採用。

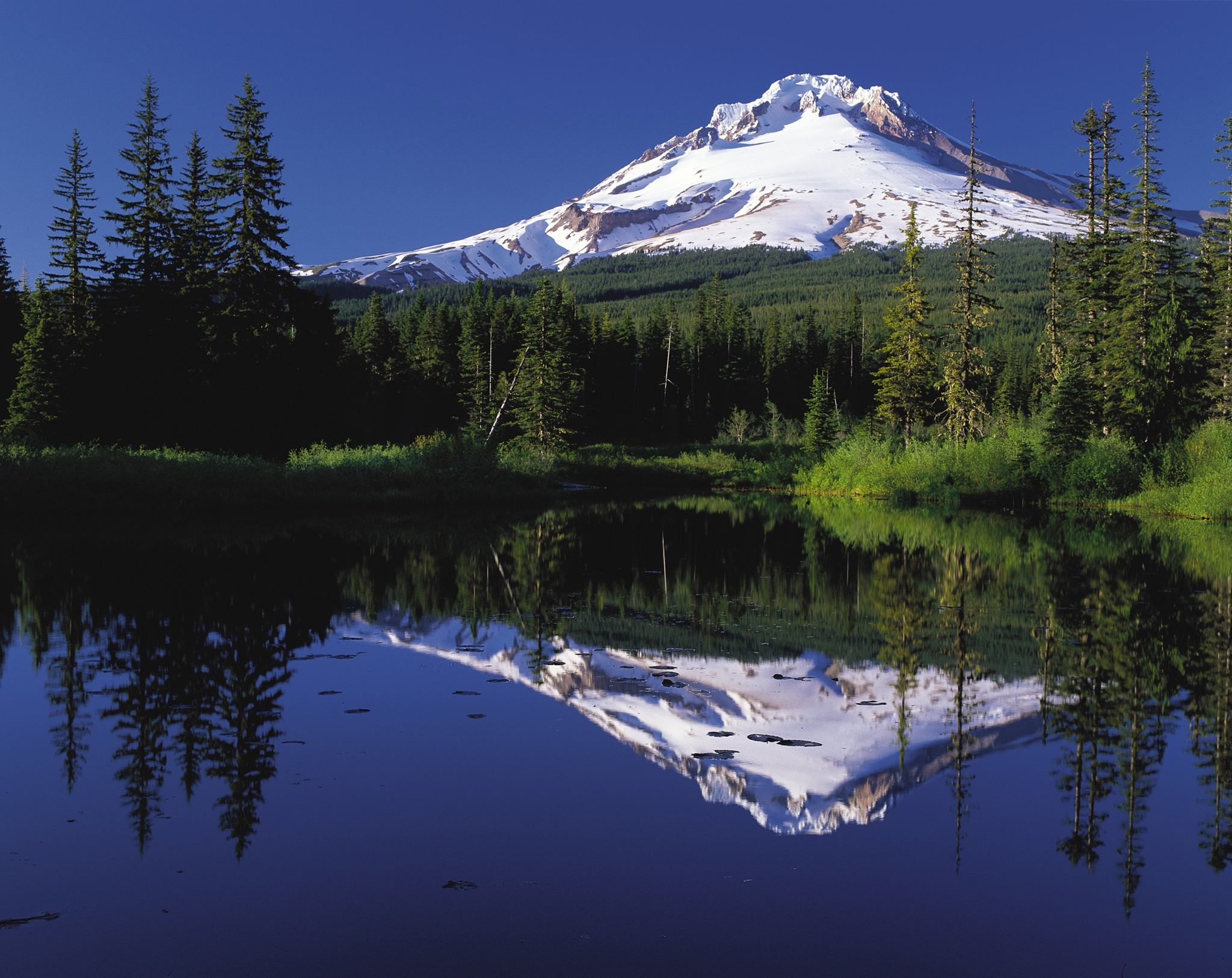
胡德山是奧勒岡州中地勢最高的地方。

1814年，亞歷山大·羅斯－西北公司的毛皮貿易商－為了尋找跨越北喀斯開山脈的道路，從奧卡諾根堡壘到普吉特海灣一路橫越喀斯開山脈的北端。在亞歷山大的路線報告中，他對他所採用的路線描述十分混亂，亞歷山大稱他沿著美則河進入山脈，一般推測他通過喀斯開山口抵達了史蓋基河。亞歷山大是第一個探索美則河流域的歐裔美國人，也可能是第一個探索斯特何金河與布里奇溪（英語：Bridge Creek）流域的人。由於難以穿越喀斯開山脈北部，以及河狸的數量下降，在亞歷山大以後，毛皮貿易公司只對哥倫比亞河以北的喀斯開山脈進行了少少幾次探勘活動。
因為哈德遜灣公司在溫哥華堡（現奧勒岡州波特蘭附近）建立了大型貿易據點，加速了歐洲和美國人在喀斯開地區的開發活動。以這個據點為基點，哈德遜灣公司的狩獵隊為了尋找河狸和其他毛皮動物，走遍了喀斯開山脈。1820－1830年代，哈德遜灣公司的獵人們利用锡斯基尤小徑，成為除了原住民以外，喀斯開山脈南端的第一批探勘者。這條小徑行經火山口湖、麥勞夫林山、醫藥湖火山、沙斯塔山和拉森火山。

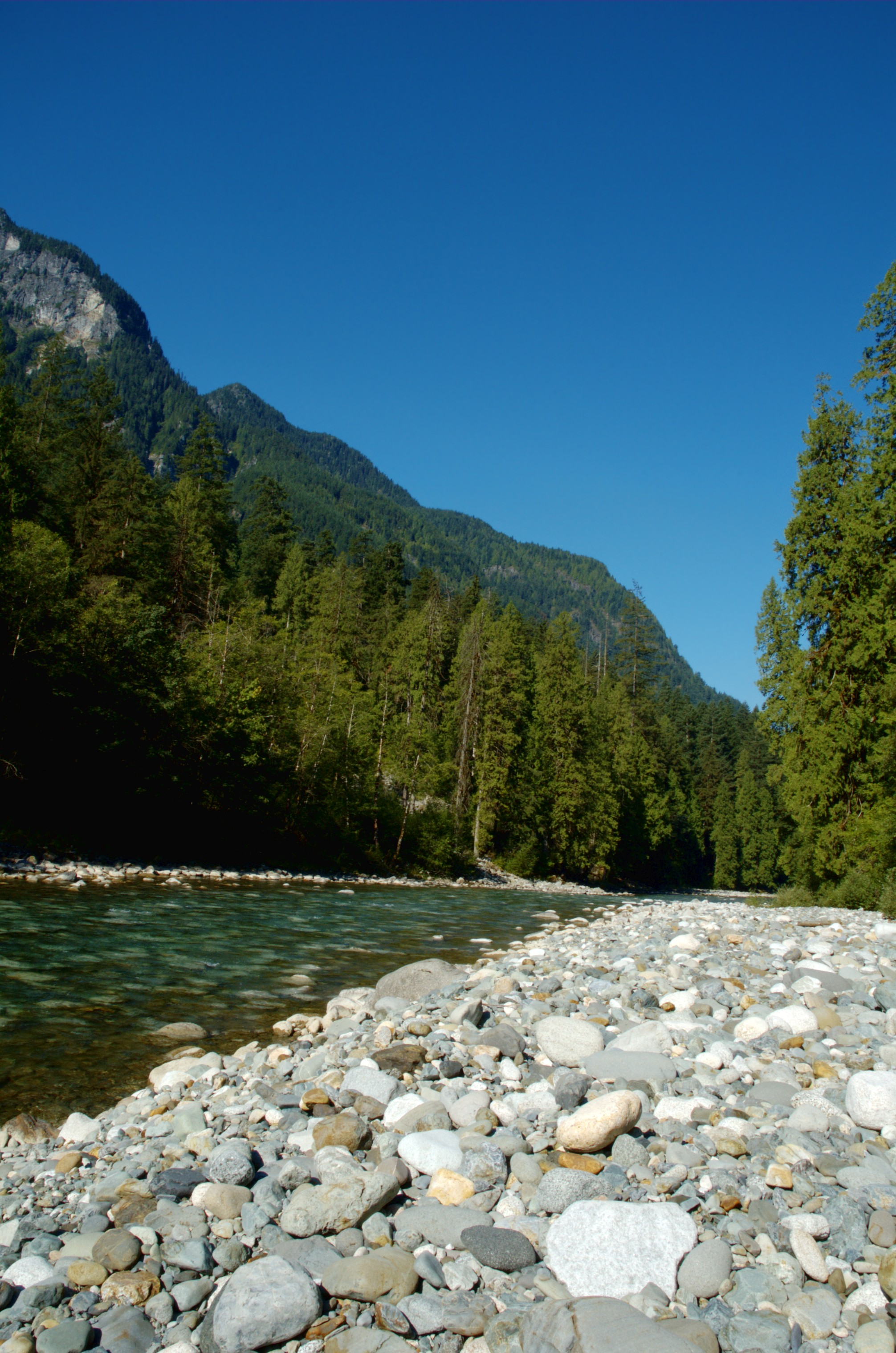
位於加拿大喀斯開山脈的考魁哈拉河

隨著太平洋西北地區的發展，在1846年奧勒岡邊界爭議中，喀斯開山脈被提議作為邊界線的基礎，但美國拒絕了這個提案，以北緯49度線，從貝克山北部橫切山脈作為邊界線。在爭議期間和1858年英屬哥倫比亞殖民地成立時，哈德遜灣公司的約克法克特里運輸隊（哈德遜灣公司的毛皮運輸隊伍），利用喀斯開山脈東方的沃卡諾甘河以及哥倫比亞河來通過山脈。比起水路，穿越山脈的山口就不常被人使用或知曉。納奇斯山口曾被用來運送牛隻和馬匹到尼斯夸利堡。雅基馬山口則被哈德遜灣公司所使用。
到了1840年代，拓荒者開始定居海岸山脈兩側。奧勒岡條約簽署後，人們開始透過奧勒岡小徑探索和居住在喀斯開山脈內的山口或峽谷，直到鐵路完工後，這樣的情形才逐漸減少。近幾十年，數條高速公路和鐵路穿越了喀斯開山脈，山脈的邊緣也受到大量砍伐，不過較為險峻或較高的部分，仍有大量的高山植物。自瑞尼爾山以北的喀斯開山脈，大部分都被美國國家公園或不列顛哥倫比亞省立公園（如曼寧省立公園）或其他種類的保護區所保護。

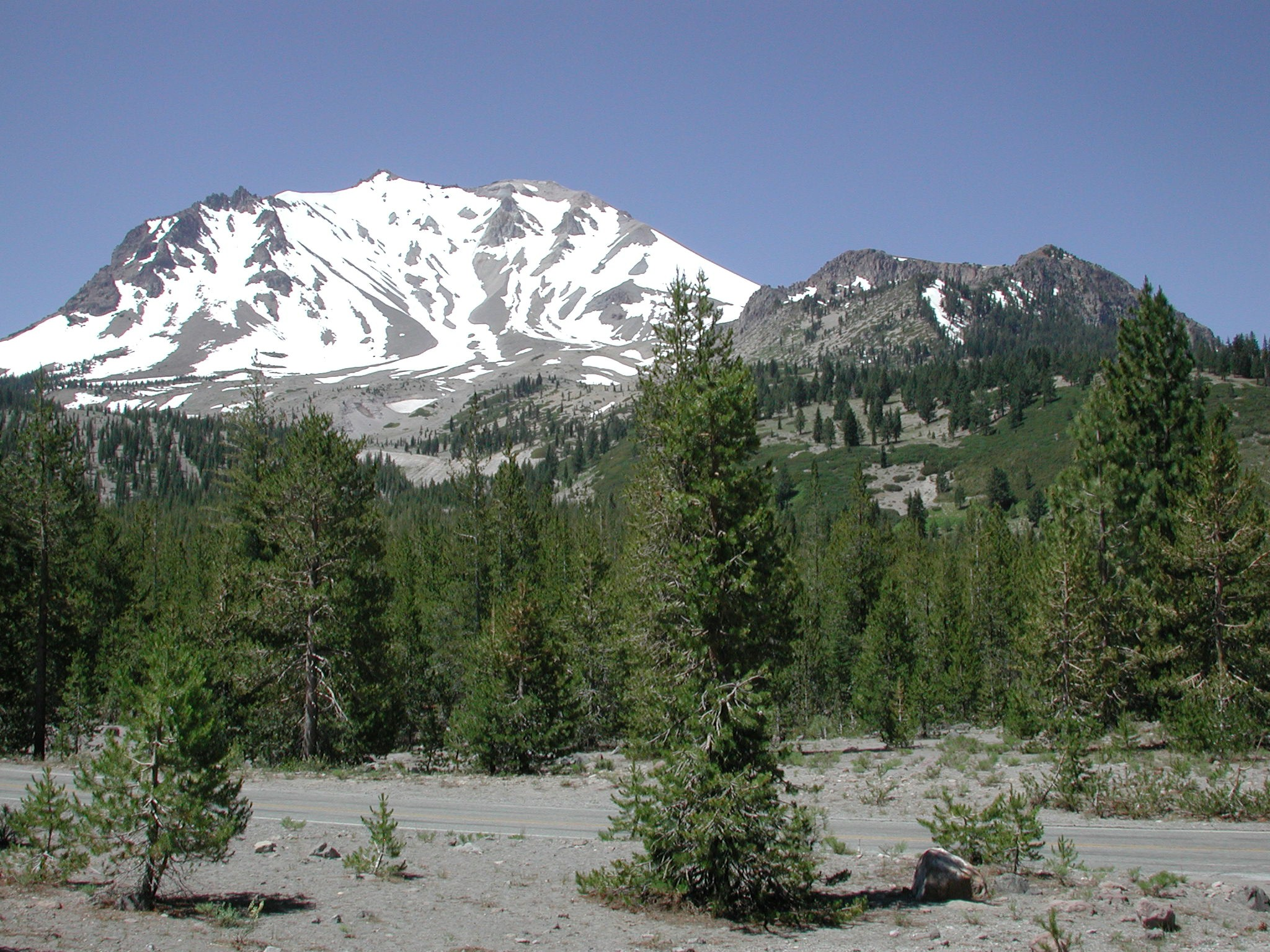
拉森火山是喀斯開山脈最南的火山，拍攝地點在拉森火山國家公園

在加拿大境內的喀斯開山脈，1858－1860年時曾出現過掏金熱、因掏金熱而產生的卡里布路、哈德遜灣公司從弗雷澤峽谷到美國內陸的舊貨運小徑、多德尼小徑，以及通往斯美卡密因和沃卡諾甘的舊公路。
加拿大太平洋鐵路的南主線，利用考魁哈拉產生的隘口，沿著加拿大太平洋科地埃拉山脈最險峻、降雪量最大的路線穿過喀斯開山脈。不列顛哥倫比亞省希望鎮附近，過去的鐵道和奧賽羅隧道（英語：Coquihalla Canyon Provincial Park）現在已經改為自行車道和步道，成為知名的觀光景點。考魁哈拉公路是為了86年世博而興建的巨型工程，利用了許多山脈中的隘口連結了海岸跟不列顛哥倫比亞省的內陸。在過去，人們向西移動主要經由弗雷澤峽谷，往南則是透過艾利森山隘或曼寧省立公園和美加邊境旁的3號公路。

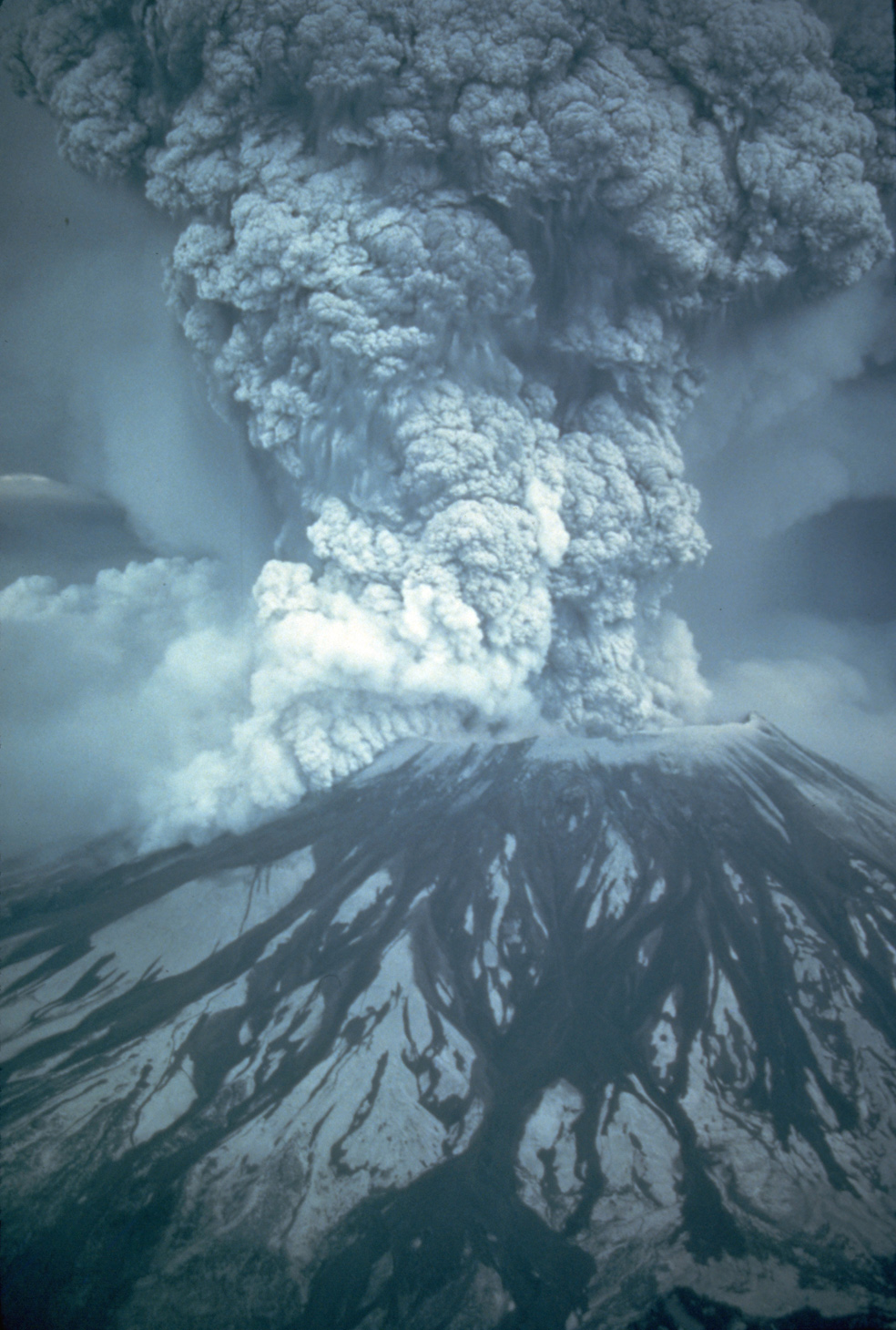
聖海倫火山1980年噴發時的樣貌

1845年，巴洛路的出現，使得拓荒者不再需要冒險跨過危險的急流，也是奧勒岡小徑的最終路線。巴洛路起點位於現今哥倫比亞胡德里弗或奧勒岡加文門特營的南方，然後在奧勒岡市結束。巴洛路是一條收費道路，當時的費用是每輛車5塊美元，為政府製造了一筆可觀的收入。現今有一個巴洛路的介紹點，位於「奧勒岡小徑的終點」（英語：The End of The Oregon Trail）。
另外，雅柏蓋特小徑使得拓荒者不需再從哥倫比亞河渡船而下。雅柏蓋特小徑順著加利福尼亞小徑一路前往內華達州的中北部，再轉往西北方進入北加州，最後結束於阿什蘭。之後人們能夠利用錫斯基尤小徑進入威拉米特山谷。
1980年5月18日，聖海倫火山的噴發，使世界開始注意喀斯開山脈。地質學家們擔心聖海倫火山的噴發是休眠中的喀斯開山脈即將復甦的前兆，不過自從聖海倫火山後，喀斯開山脈就沒有再發生火山噴發，但為了防範於未然，華盛頓州皮爾斯縣建立了瑞尼爾火山泥流警報系統。

## 地理

喀斯喀特山脈成因示意圖

喀斯開山脈由上千座非常小、壽命非常短的火山產生的熔岩平台和死火山構成，然後因為地形舉升而在熔岩平台產生像聖海倫火山等等的大型火山。
喀斯開火山群被歸在環太平洋火山帶的西北太平洋區（Pacific Northwest section of the Pacific Ring of Fire）。喀斯開火山群的成因為隱沒帶，胡安·德富卡板塊與北美洲板塊碰撞後隱沒在北美洲板塊下。 因為海洋地殼隱沒入大陸板塊下方，導致岩石中的水分散出變成水蒸氣，隨後水蒸氣衝到了隱沒中的地殼上方的地幔，融化了部分的地幔，溶化後的地幔往地表上升、噴發，產生了一系列火山，也就是喀斯開火山弧（Cascade Volcanic Arc）。

## 人為開發
喀斯開山脈的土地非常適合農業，尤其是火山的下風處，因為像正長石等火成岩通常含有大量的鉀，然後火山泥等火山產生的碎屑有很好的拉平效應以及保水能力。長年被雪覆蓋的胡德山和巴奇勒山在冬末是相當有名的滑雪勝地。大部分的水都會流入水庫，並用來水力發電和灌溉。
喀斯開山脈大部分的河流都相當湍急，常被用於水力發電，比如說距離美加邊界2英里（3.2）斯卡吉特河上的羅斯水壩。在貝克山東南面山腳的華盛頓州Concrete鎮，貝克河被水壩所攔截，並形成了香濃湖和貝克湖。
此外，喀斯開山脈擁有大量地熱能發電的潛能，是美國地質調查局地熱能研究計畫（Geothermal Research Program）的重點研究對象。有些地區已經開始使用這些地熱能，例如奧勒岡州的克拉馬斯福爾斯利用火山噴出的蒸氣为公共建築供電。喀斯開山脈紀錄的最高溫是在紐伯利火山破火山口底部測得的510 °F（266 °C），位於地下3,075英尺（937）。

## 生態

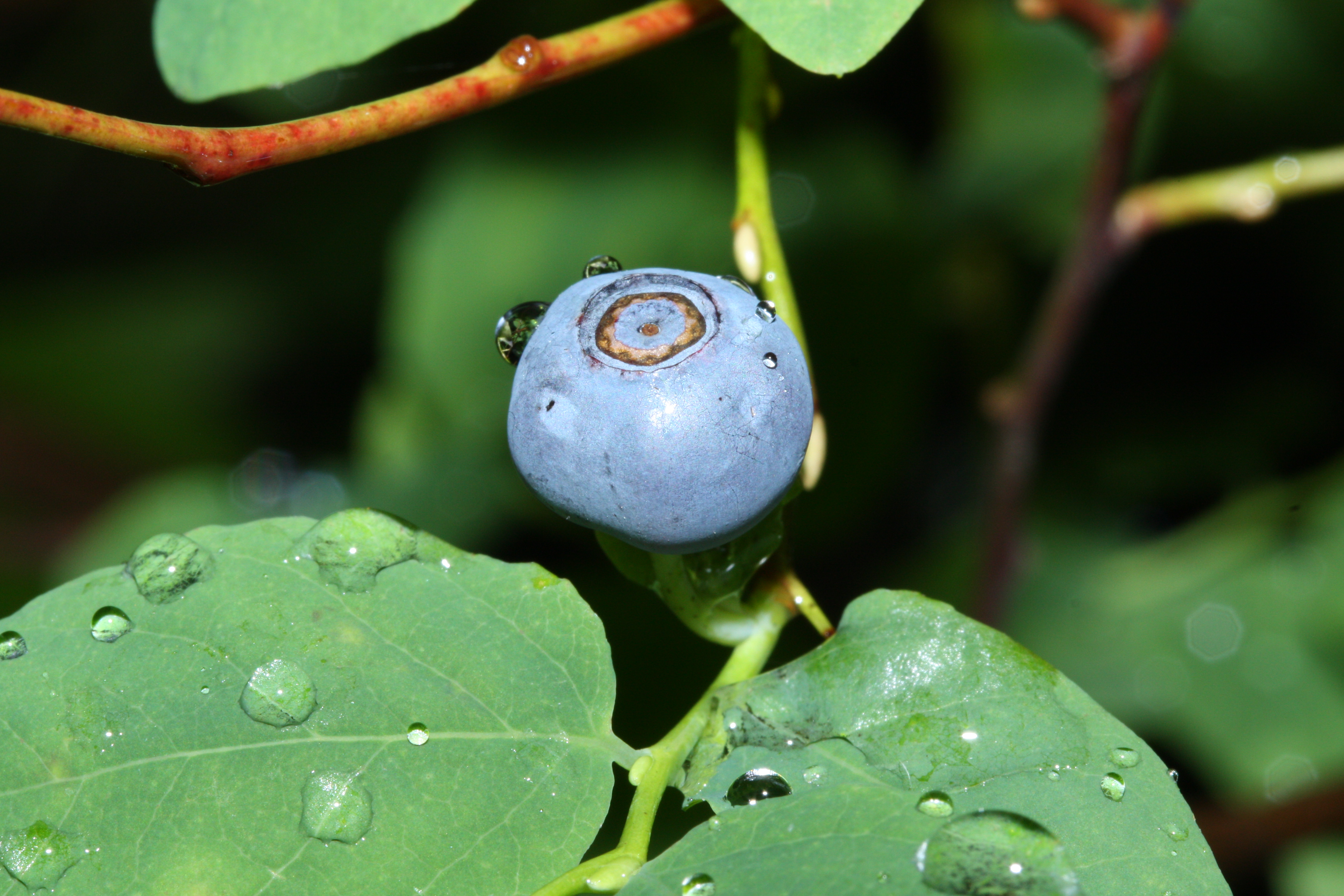
皮札克山上的阿拉斯加蓝莓

喀斯開山脈大部分都是大型針葉樹（如美西側柏、花旗松、美國西部鐵杉、冷杉、松樹和雪松等）形成的森林。因為海洋的影響，涼爽潮濕的冬季和乾熱的夏季、適當的溫度和肥沃的土壤造就了常綠植物的天堂。
如果登山客要穿越喀斯開山脈，氣候會先變冷，到了東邊以後會變得越來越暖活且乾燥。喀斯開山脈在中低海拔大多被針葉林覆蓋，再往上就是諾大的草原、高山苔原和冰川。南段的喀斯開山脈位於加利福尼亞植物區中，生物多樣性極高。

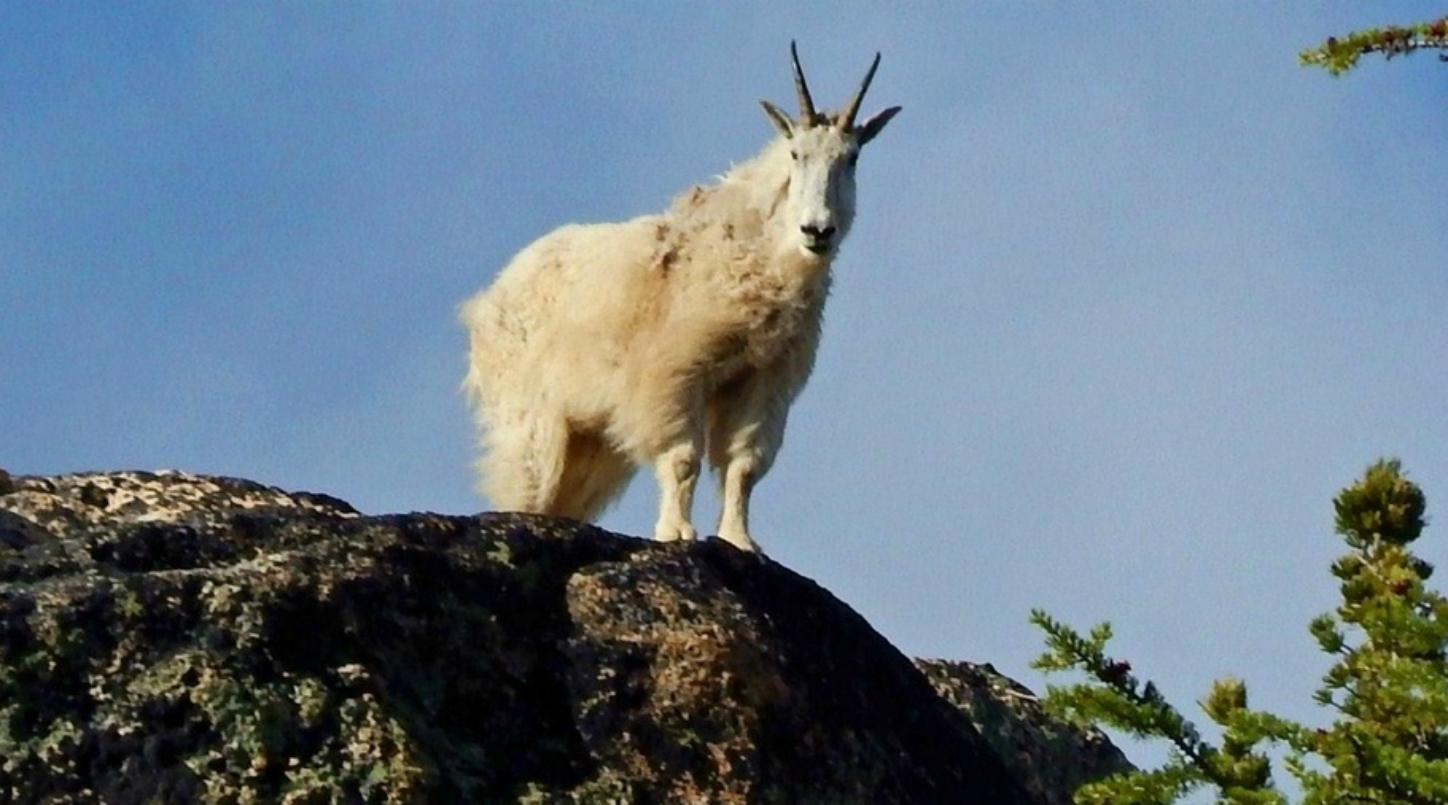
站在北喀斯開山脈小袋鼠火山（Wallaby Peak）的雪羊

美洲黑熊、郊狼、短尾貓、美洲獅、河狸、鹿、加拿大馬鹿、駝鹿、雪羊和一些來自加拿大的狼群生活在喀斯開山脈中。加拿大和華盛頓州的喀斯開山脈中，灰熊的數量不到50隻。

## 註腳
1. ↑  . Cascades Volcano Observatory. U.S. Geological Survey. February 7, 2013  [November 9, 2013]. （原始内容存档于2015-04-28）.
2. 1 2  Beckey 2008，第191–200頁.
3. ↑  Martin 2002，第31頁.
4. ↑  Duffell & McTaggart 1951，第8頁.
5. ↑  Beckey 2003，第9–12頁.
6. ↑  . National Oceanic and Atmospheric Administration.   [2019-05-12]. （原始内容存档于2012-06-26）.
7. ↑  McLaughlin, Mark. . Sierra Sun (Truckee, California). October 14, 2010  [November 9, 2013]. （原始内容存档于2016-05-06）.
8. ↑  Beckey 2008，第16頁.
9. ↑  Mueller & Mueller 2002，第99頁.
10. ↑  Ernst 2000，第479頁.
11. ↑  Straub, Kristen; Link, Paul. . Digital Geology of Idaho. Idaho State University.   [November 3, 2013]. （原始内容存档于2013-06-18）.
12. ↑  Harrison, John. . Columbia River History. Northwest Power and Conservation Council. October 31, 2008  [November 9, 2013]. （原始内容存档于2018-05-17）.
13. ↑  . Burke Museum of Natural History and Culture, University of Washington.   [November 9, 2013]. （原始内容存档于2015-11-04）.
14. 1 2  . Mount St. Helens Volcano, Washington. U.S. Geological Survey.   [2019-05-12]. （原始内容存档于2012-05-10）.
15. ↑  . Naming the Cascade Range Volcanoes. U.S. Geological Survey.   [April 23, 2012]. （原始内容存档于2013-02-25）.
16. ↑  . February 1999  [2019-05-12]. （原始内容存档于2020-09-20）.
17. 1 2  Beckey 2003，第3–7頁.
18. ↑  . U.S. Geological Survey.   [June 15, 2012]. （原始内容存档于2012-06-26）.
19. ↑  Beckey 2003，第38–39頁.
20. ↑  . U.S. Geological Survey.   [June 15, 2012]. （原始内容存档于2012-06-26）.
21. ↑  Beckey 2003，第28頁.
22. ↑  Beckey 2003，第48頁.
23. ↑  Beckey 2003，第41–45頁.
24. ↑  .   [2019-05-12]. （原始内容存档于2012-04-15）.
25. ↑  Beckey 2003，第63–64, 98頁.
26. ↑  . Land Scope America.   [2012-06-15]. （原始内容存档于2020-10-30）.
27. ↑  . Volcano Hazards Program. U.S. Geological Survey.   [2019-05-12]. （原始内容存档于2008-05-11）.
28. ↑   本条目引用的。材料来自United States Geological Survey的文档：.
29. 1 2   本条目引用的。材料来自United States Geological Survey的文档：.
30. ↑  . City of Klamath Falls.   [2019-05-12]. （原始内容存档于2010-10-06）.
31. ↑   本条目引用的。材料来自United States Geological Survey的文档： (PDF). .   [2019-05-12]. （原始内容存档 (PDF)于2019-04-12）.
32. ↑  Waring, RH; Franklin, JF. . Northwest Science. 1979, 204 (4400): 1380–1386. Bibcode:1979Sci...204.1380W. doi:10.1126/science.204.4400.1380.
33. ↑   (PDF). U.S. Environmental Protection Agency.   [November 4, 2013]. （原始内容 (PDF)存档于2017-05-25）.
34. ↑  Rice, Nathan. . High Country News (Paonia, Colorado). November 14, 2011  [2019-05-12]. （原始内容存档于2018-06-12）.